# Mac Wilkins
Maurice »Mac« Wilkins, ameriški atlet, * 15. november 1950, Eugene, Oregon, ZDA.
Wilkins je v metu diska nastopil na poletnih olimpijskih igrah v letih 1976 v Montrealu, Los Angeles 1984 v Los Angelesu in Los Angeles 1988 v Seulu. Na igrah leta 1976 je osvojil naslov olimpijskega prvaka, leta 1984 podprvaka, leta 1988 pa peto mesto. Leta 1979 je zmagal na Panameriških igrah v San Juanu. Leta 1976 je štirikrat zapored postavil svetovni rekord v metu diska. 24. aprila z metom 69,18 m ter 1. maja z meti 69,80 m, 70,24 m in 70,86. Rekord je veljal do avgusta 1978, ko ga je za 30 cm izboljšal Wolfgang Schmidt.